# 特雷夫拉克 (印地安納州)
特雷夫拉克（英語：Trevlac）是位於美國印地安納州布朗縣的一個非建制地區。該地的面積和人口皆未知。

## 地理
特雷夫拉克的座標為39°15′56″N 86°20′13″W / 39.26556°N 86.33694°W，而該地的平均海拔高度為195米（即640英尺）。